# Kurzes 20. Jahrhundert
„Das kurze 20. Jahrhundert“ ist ein von dem Historiker Iván T. Berend geprägter Begriff, der der Tatsache Rechnung trägt, dass Jahrhunderte als Einteilung historischer Epochen denkbar ungeeignet sind (da sich historische Ereignisse nicht an Jahreszahlen halten). Populär wurde dieses Konzept, nachdem der britische Historiker Eric Hobsbawm es 1994 in seinem vielgelesenen Buch Das Zeitalter der Extreme verwendet hatte.
Das 20. Jahrhundert wird in diesem Zusammenhang als „kurz“ bezeichnet, da die Zeit bis zum Ersten Weltkrieg dem 19. Jahrhundert noch sehr ähnelte, während der Krieg mit seiner totalen Mobilmachung und noch mehr das Ende des Krieges mit seinen großen Umstürzen (Revolutionen in Russland 1917, in Deutschland und Österreich 1918) eine neue Gesellschafts- und Weltordnung sowie der Untergang der Monarchie in mehreren europäischen Ländern eine politische Neuordnung von Teilen Mittel- und Osteuropas und des Balkans mit sich brachte.
Andererseits ging – mit dem Ende der Sowjetunion 1991 und der bereits seit 1989 erfolgten Öffnung vieler Länder des Ostblocks dem Westen gegenüber – der die zweite Hälfte des 20. Jahrhunderts bestimmende Ost-West-Konflikt (Kalter Krieg) zu Ende, so dass davon auszugehen ist, dass mit diesem Zeitpunkt wieder eine neue Epoche begonnen hat. Die Zeit von 1914 bis 1989 wird auch „Jahrhundert der Ideologien“ (auch: „der Extreme“ oder „der Gegensätze“) bezeichnet, da sich in dieser relativ kurzen Zeit die Herrschaft divergierende Ideologien wie Faschismus und Kommunismus herausgebildet und ihr Ende gefunden hat, sowie wissenschaftlicher Fortschritt sich im Guten wie im Schlechten wie nie zuvor zeigte (Atombombe, Luft-, Raumfahrt und Mondlandung, Medizin und Medizintechnik, Fernsehen und andere Massenmedien).
Da die für das 20. Jahrhundert als charakteristisch angesehene Epoche somit nur circa 75 Jahre umfasst, scheint das 20. Jahrhundert um ungefähr 25 Jahre „zu kurz“. Analog dazu fasst man auch die Epoche von 1789 bis 1914 als Einheit und spricht vom „langen 19. Jahrhundert“. Getrennt werden diese beiden Jahrhunderte durch die sogenannte „Urkatastrophe des 20. Jahrhunderts“, den Ersten Weltkrieg. Das 20. Jahrhundert wird auch „das Jahrhundert Amerikas“ (the American century) bezeichnet, während das von den europäischen Kolonialmächten wie Großbritannien oder Frankreich (und ab ca. 1880 auch Deutschland) beherrschte 19. Jahrhundert als „europäisches Jahrhundert“ gilt, da die USA um die Jahrhundertwende herum zur wirtschaftlich mächtigsten Nation der Welt aufstiegen und mit der Zerstörung Europas in zwei Weltkriegen 1917, spätestens aber 1945 auch zur neben der Sowjetunion einzigen politischen Großmacht bzw. Supermacht wurden.

## Die Zeit nach 1989
1989 endete die das ganze Jahrhundert prägende Gegenüberstellung ideologisch geprägter Machtblöcke, es schien eine Zeit einer Neuen Weltordnung anzubrechen. Stattdessen ist eine neue Unsicherheit in der Weltpolitik eingekehrt: Viele sehen im 11. September 2001 den Beginn einer neuen Epoche, geprägt durch den Krieg gegen den Terrorismus. Man spricht in diesem Zusammenhang auch von der „Rückkehr der Geschichte“ (da in den 1990er-Jahren von vielen Autoren wie Francis Fukuyama ein Ende der Geschichte im herkömmlichen Sinne erwartet worden war) oder der „neuen Weltunordnung“. Die Festlegung von 1989 als dem gefühlten Jahrhundertende stammt aus der Zeit vor 2001.
Die Zeit nach dem Ende des Kalten Krieges ist durch die Politik der USA als einzig verbliebener Supermacht, die Überwindung der Teilung Europas durch die Osterweiterung der Europäischen Union, das Eintreten aufstrebender asiatischer Wirtschafts- und Militärmächte wie China oder Indien in die Weltpolitik, das Aufbrechen lange unterdrückter nationaler, religiöser und kultureller Konflikte, aber vor allem durch wirtschaftliche und kulturelle Massenphänomene der Globalisierung gekennzeichnet.